# Satakundafronten
Satakundafronten var en frontlinje under finska inbördeskriget i de nuvarande provinserna Satakunta och Birkaland. Det var en del av den röda och den vita frontlinjen som löpte från norr om Björneborg till söder om Kankaanpää och därifrån genom Ikalis till Tavastkyro och Kuru. 
De vita var koncentrerade i Kankaanpää. Deras stödområden inkluderade också Sastmola och Ikalis under början av kriget. De rödas center var Björneborg, med stödområdena Norrmark, Suodenniemi och Lavia, samt Tavastkyro och Kyrofors. Under kriget hade Satakundafronten inga speciellt avgörande strider, den var främst en sidolinje. Totalt föll 506 röda och 234 vita under kriget. Siffrorna var cirka 9 procent (röda) och 7 procent (vita) av de totala förlusterna som parterna lidit.

## Befälhavare
De röda hade delat upp frontlinjen i den västra, mellersta och östra sektorn. Satakundafronten bildade med Tavastlandsfronten en västra front kommenderad av Hugo Salmela. Begynnelsevis var Kustaa Salminen, en målare från Åboregionen, de rödas ledare på Satakundafronten. Efter att han isolerats i Tammerfors var journalisten Hannes Uksila ansvarig under krigets slutskede. Aksel Nikanor Aarre-Davidsson, en medlem av Helsingfors röda garde, och Armas Honkasalo, medlem av Björneborgs röda garde, agerade som befälhavare på den mellersta sektorn. Under reträttfasen var den estniska matrosen Jan Tuckman ansvarig för östra sektorn.
På den vita sidan ansvarade den så kallade Satakundagruppen, kommenderade av överste Ernst Linder. Dess ansvarsområde sträckte sig från norra delen av Björneborg till sjön Näsijärvi. Andra ledande officerare i Satakundagruppen var jägarlöjtnanterna Paavo Talvela och Gunnar von Hertzen.

## Den militära kampanjen
Satakundafronten delades upp i fyra olika sektioner, som var kusten, mittsektorn, östra sektorn och Karkku-sektorn, som uppstod under de rödas reträtt. Själva inbördeskriget började 27 januari, de militära operationerna på Satakundafronten startade först cirka tre veckor senare. Enligt det röda överkommandots beslut skulle en allmän attack också inledas i Satakunda den 20 februari. Attacken skulle ske i tre riktningar; längs kusten mot det vita stödområdet i Sastmola, från Lavia mot de vitas högkvarter för Satakundafronten i Kankaanpää, och från Tavastkyro mot ett annat vitt stödområde i Ikalis.

### Kustsektorn
Vid Bottenhavets kust angrep de röda den 21 februari, då man anföll Norrsågen, Pirttijärvi och Påmark. Men attackerna avvisades och i slutet av månaden måste de röda dra sig tillbaka. Man gjorde en ny attack mot Påmark den 9 mars, men den misslyckades också.
De vita hade i februari planer att erövra Björneborg, men de övergavs i början av mars, när Nystadskåren förflyttat sig till Åland. Därefter skrinlades planerna på ett övertagande av Björneborg. Samtidigt planerade den östra sektorn invasionen av Tammerfors, och man ville inte binda sina trupper för långt mot kusten. De vita trupperna vid kusten fick dock agera relativt självständigt, och där utkämpades mindre strider till slutet av mars. Den 13 mars genomförde till exempel en avdelning under ledning av Gunnar von Hertzen, en misslyckad attack på ön Bastuskär där hans bror, läkaren Karl von Hertzen stupade.
I slutet av mars attackerade de vita Nordmark för att förhindra de röda från att skicka förstärkningar till Tammerfors. Striderna i Norrmark-Harjakangas 29-30 mars var en av de blodigaste på fronten. Totalt 22 vita och minst 50 röda dog där. Det avsevärt högre antalet röda som fallit i striderna förklaras av det faktum att de vita sannolikt skulle avrättat dem efter kapitulation.
Det var inte förrän den 12-13 april som de röda slutligen drog sig tillbaka från kusten. Först från Raumo och Norrmark, och en dag senare från Björneborg.

### Mittsektorn
I mittsektorn lyckades de röda den 21 februari avancera till cirka 10 kilometer från Kankaanpää. Men deras framsteg stoppades dagen efter i slaget vid Sampakoski. De röda förlorade minst 40 man, inklusive sex avrättade fångar. Endast 10 föll av de vita.
I början av mars erövrade de vita Lavia, varefter mittsektorn blev en del av attacken på Tammerfors. Den 16 mars försökte de vita gå vidare till Suodenniemi, men de lyckades inte förrän tio dagar senare när de röda drog sig tillbaka till sjön Mouhijärvi och därifrån till Karkku,  De vita erövrade Häijää den 2 april. 

### Östra sektorn
I Tavastkyro-Ikalis-området började de röda inte attackera förrän den 2 mars, då de anföll Ikalis. Anfallet misslyckades efter att de vita fick förstärkning ett par dagar senare. De vita startade sin egen offensiv i mitten av mars efter att Tammerfors intagits. Trupperna avancerade från Ikalis mot Tavastkyro, där det röda Kyrofors-försvaret bröts den 26 mars. Detta besegrade slutligen de röda på Satakundafronten, och de sista striderna ägde rum i Karkku under april. 

### Karkuu-sektorn
Frontsektorn i Karkkuu uppstod den 4 april, när de röda höll på att förlora Tammerfors. Syftet var att hindra de röda från att lämna staden. Striderna intensifierades först en och en halv vecka efter Tammerfors kapitulerat, när de vita attackerade Karkku kyrkby 17 april. De röda tvingades dra sig tillbaka till Tyrvis och vidare till Vammala.
Slaget vid Karkku blev särskilt känt för Maarias kvinnokompani, som var en stridande enhet bestående av fabriksarbeterskor och pigor från S:t Marie socken.